# Tanca del jardí de Ca l'Antoni Feliu
La Tanca del jardí de Ca l'Antoni Feliu és una obra modernista de Vilassar de Dalt (Maresme) protegida com a bé cultural d'interès local.

## Descripció
Es tracta d'un edifici de construcció tradicional bastit sobre la base d'una arquitectura popular, la masia. Aquesta fou transformada per Puig i Cadafalch (1905) pel que fa a la quadra i els exteriors i per Bastardes Porcel (1991) pel fa a la façana principal.
El conjunt edificat consta de cos de planta baixa amb terrat, cos de planta baixa i pis amb teulada i cos de planta baixa i dos pisos amb terrat i golfes amb teulada.
La tanca consta d'una porta de fusta flanquejada per dos pilars de pedra, al costat dels quals hi ha el mur recobert amb rajoles de València de color blanc, combinades amb rajoles envernissades amb verd, voreja el conjunt de rajoles. La utilització d'aquest tipus de rajola és freqüent en construccions dels primers anys del segle xx. (Text del Pla especial de patrimoni de Vilassar de Dalt)
Ca l'Antoni Feliu constitueix un conjunt arquitectònic integrat per una casa urbana de les darreries del segle xviii edificada en l'espai que ocuparien dues de les tres crugies d'un antic mas, del qual es conserva íntegrament el cos de ponent. La casa vella ha estat identificada amb el Mas Morot documentat des de mitjan segle xiv.
Els Morot són documentats des de la segona meitat del segle xii com a pagesos dependents de Sant Marçal del Montseny l'any 1171 foren víctimes de les accions violentes dels senyors del segle del castell de Vilassar: en Pere de Sant Vicenç i el seu germà Ramon de Cabanyes.
A segle xviii enllaçaren amb els Marquès. A ran de la decadència econòmica dels Marquès, la finca fou adquirida pels Poal.
L'Anton Feliu Vives comprà la casa i l'hort i hi construí la fàbrica de filats que l'any 1858 transformà en vapor. A partir del 1878 traslladaren la fàbrica a Parets del Vallès i tancaren definitivament aquesta el 1893. L'any 1902 enderrocaren l'edifici i feren obres a la finca. L'any 1905 Puig i Cadafalch dissenyà el portal modernista.
(Text del Pla especial de patrimoni de Vilassar de Dalt))

## Història
Ca l'Antoni Feliu constitueix un conjunt arquitectònic integrat per una casa urbana de les darreries del segle xviii edificada en l'espai que ocuparien dues de les tres crugies d'un antic mas, del qual es conserva íntegrament el cos de ponent. La casa vella ha estat identificada amb el Mas Morot documentat des de mitjan segle xiv.
Els Morot són documentats des de la segona meitat del segle xii com a pagesos dependents de Sant Marçal del Montseny l'any 1171 foren víctimes de les accions violentes dels senyors del segle del castell de Vilassar: en Pere de Sant Vicenç i el seu germà Ramon de Cabanyes.
A segle xviii enllaçaren amb els Marquès. A ran de la decadència econòmica dels Marquès, la finca fou adquirida pels Poal.
L'Anton Feliu Vives comprà la casa i l'hort i hi construí la fàbrica de filats que l'any 1858 transformà en vapor. A partir del 1878 traslladaren la fàbrica a Parets del Vallès i tancaren definitivament aquesta el 1893. L'any 1902 enderrocaren l'edifici i feren obres a la finca. L'any 1905 Puig i Cadafalch dissenyà el portal modernista.
(Text del Pla especial de patrimoni de Vilassar de Dalt)